# Villa Do mi si la do ré
La villa Do mi si la do ré est un bâtiment d'habitation situé à Vaison-la-Romaine, dans le département français de Vaucluse en région Provence-Alpes-Côte d'Azur.

## Histoire
La villa a été construite de 1902 à 1914, puis terminée entre 1930 et 1934. C'est dans seconde période qu'ont été réalisés la majorité des décors intérieurs, dont les fers forgés et papiers peints Leroy, typiques des années 1930. 
La villa est labellisée au patrimoine du XXe siècle le 1er mars 2001, et inscrite au titre des monuments historiques par arrêté du 2 septembre 2002. La bâtisse a été commandée par Hippolyte Signouret, assureur de métier, mais également compositeur de musiques populaires et régionales et chef d'orchestre de l'orphéon, renommé localement. Il a employé des artisans piémontais, travaillant traditionnellement l'hiver en Provence. C'est probablement le déclenchement de la Première Guerre mondiale qui arrêta les travaux en 1914.
La construction reprend dans les années 1930, sous l'impulsion de la fille du compositeur, notamment pour la décoration intérieur au gout de l'époque.

## Bâtiment
La villa est bâtie sur un plan rectangulaire, comprenant un rez-de-chaussée, un étage, surmontée d'une toiture à 4 pentes. L'entrée se situe au nord, entre le salon et la cuisine. La partie sud du bâtiment présente une double galerie, superposées l'une sur l'autre, ouvrant sur le jardin. 3 pièces complètent le plan de l'étage.